# Kasteel van Bannegon
Het Kasteel van Bannegon (Frans: Château de Bannegon) is een kasteel in de Franse gemeente Bannegon. Het kasteel is een beschermd historisch monument sinds 1965.